# Alfred Windischgrätz
Alfred kníže Windischgrätz, správněji Alfred z Windisch-Graetze (německy Alfred Candidus Ferdinand Fürst zu Windisch-Graetz; 11. května 1787 Brusel – 21. března 1862 Vídeň) byl česko-rakouský šlechtic a rakouský polní maršál. Jako příslušník starého rodu Windischgrätzů obdržel v roce 1804 knížecí titul. Během dlouholeté kariéry v rakouské armádě proslul především nekompromisním zakročením proti revoluci v roce 1848. Během bojů v Praze byla zastřelena jeho manželka Eleonora ze Schwarzenbergu. Vlastnil rozsáhlý majetek v různých částech Rakouského císařství, v Čechách sídlil na zámcích Tachov a Štěkeň. Z jeho potomstva vynikl vnuk Alfred III. z Windischgrätze (1851–1927), rakouský předseda vlády v letech 1893–1895.

## Životopis

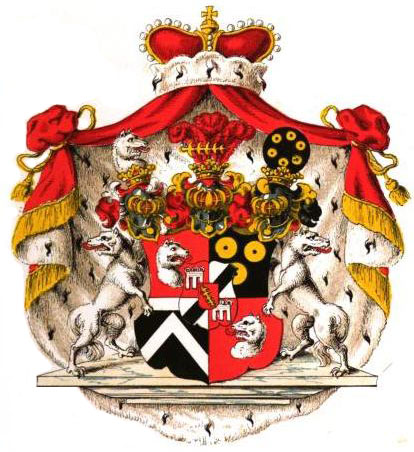
Rodový erb Windischgrätzů

Pocházel ze starého rakouského rodu, který získal inkolát a statky v Čechách již roku 1574. Patřil tedy ke staré české zemské šlechtě. Jeho čeština byla špatná, ale je považován za příslušníka české nobility.

Rozhodl se pro službu v císařské armádě a prošel napoleonskými válkami v letech 1805, 1809, 1813–1814 a 1815. Zvláště se vyznamenal roku 1814, kdy byl dekorován rytířským křížem Vojenského řádu Marie Terezie a povýšen na plukovníka Konstantinových Kyrysníků, jednoho ze dvou nejstarších pluků císařské armády.

## Vojenská kariéra

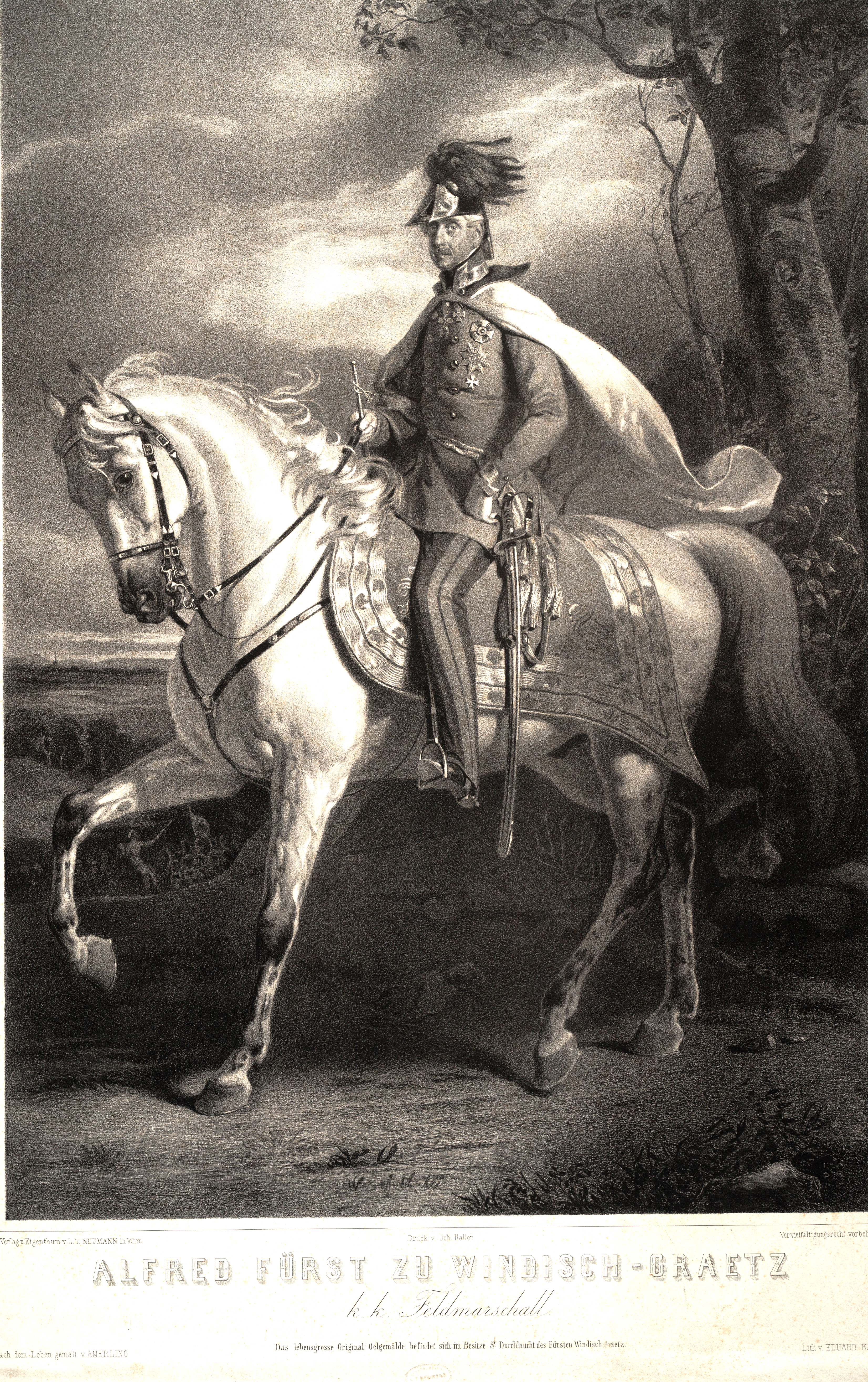
Jezdecký portrét maršála Windischgrätze

V letech 1840–1848 působil ve funkci velícího generála v Čechách se sídlem v Praze. I když byl povýšený (traduje se jeho výrok, že „člověk začíná až baronem“) byl mezi vojáky českých pluků oblíbený. Vrcholem jeho kariéry se stal až revoluční rok 1848. Jeho jméno, vedle jmen chorvatského bána Josifa Jelačiće a polního maršála Josefa Václava Radeckého z Radče, se stalo symbolem záchrany habsburské monarchie.
Po březnové revoluci se ve Vídni stal na krátký čas posledním prvním ministrem po odstupujícím Metternichovi. Konzervativní Windischgrätz byl však pro revolucionáře stejně nepřijatelný jako jeho předchůdce. Proto se zakrátko navrátil ke své původní funkci velícího generála v Čechách.
Stál v čele císařských vojsk během Svatodušních bouří v roce 1848. V Praze 12. června na počátku konfliktu byla náhodně zabita jeho žena Eleonora rozená Schwarzenbergová (vyhlížející z okna) a těžce raněn prvorozený syn. K významnějším bojům došlo jen v prvním dni povstání. Po boku císařského vojska se bojů proti radikálům účastnila i větší část českých národních gard pod velením knížete Lobkovice. Windischgrätz zajistil hlavní městské komunikace a následně vyvedl císařské vojsko z pravobřežní Prahy.

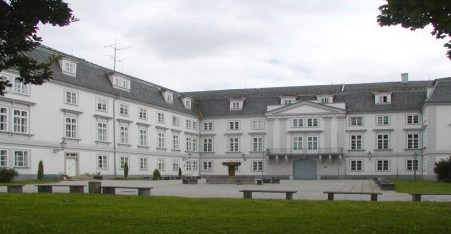
Zámek v Tachově, rodové knížecí sídlo

Dne 15. června večer vyšel vstříc požadavkům radikálů a vyslancům od císařského dvora a vzdal se velení, jež převzal Emanuel hrabě z Mensdorff-Pouilly. Následující ráno, kdy navzdory příměří v okolí Nových mlýnů pokračovaly přestřelky, se znovu ujal velení. Ono proslulé bombardování Prahy, jež následovalo, mělo značný dopad na morálku povstalých radikálů i když mělo jen demonstrativní charakter. Poměr malých ztrát na straně povstalců a délky palby naznačují, že kromě účelného zapálení Nových mlýnů mohlo být vedeno slepou municí. V opačném případě by bylo nutno hovořit o naprosté neschopnosti rakouských dělostřelců, kteří patřili k nejlepším v Evropě.[zdroj?] Následující den, 17. června, opustili vůdci radikálů město, vůle k odporu se zhroutila a císařské vojsko znovu vpochodovalo do Prahy, kde byl následně vyhlášen stav obležení.
S chorvatským bánem Josipem Jelačićem potlačil říjnové povstání ve Vídni. Boje o Vídeň byly ovšem výrazně těžší, ve velení povstalců figuroval i slavný polský generál Józef Bem.
Zimní tažení proti uherské revoluci zpočátku slavilo velké úspěchy. Dne 5. ledna 1849 vstoupil s císařským vojskem do Budína a Pešti. Odpor povstalců se tím však zlomit nepodařilo a tím pádem císařské vojsko nemělo dost sil k pokračování v postupu na Debrecín. Příliš dlouhé zásobovací linie, stejně jako dosud nepokořená pevnost Komárno znemožňovaly další ofenzívu. Uherským povstalcům se proto podařilo konsolidovat situaci a s novým vrchním velitelem generálem Artúrem Görgeyem zahájili počátkem dubna protiofenzivu. Po neúspěšných bitvách u Hatvanu, Isaszegu a Vácu byl odvolán z vrchního velení císařské armády. Změna vrchního velitele uprostřed nepřátelského postupu vedla k dalšímu ústupu císařské armády, který se zastavil až na úrovni Prešpurku.
Jeho odvolání ale mělo i politické důvody. Byl ultrakonzervativní legitimista, který na obsazeném území zaváděl staré pořádky. To nebylo chápáno zástupci všech národnostních menšin (Slováci, Chorvati, Srbové, Rumuni atd.), které bojovaly na císařské straně proti Maďarům. I jeho představy staronového uspořádání státu se neshodovaly s představami císaře Františka Josefa I. a jeho ministerského předsedy, Windischgrätzova švagra, knížete Felixe Schwarzenberga.
Do armády a vyšší politiky se již nikdy nevrátil. Zemřel v březnu roku 1862 ve Vídni, jeho ostatky byly převezeny do rodové hrobky v kostele svatého Václava v Tachově. V říjnu 1886 byly převezeny do nové hrobky v Kladrubech.

## Majetkové poměry

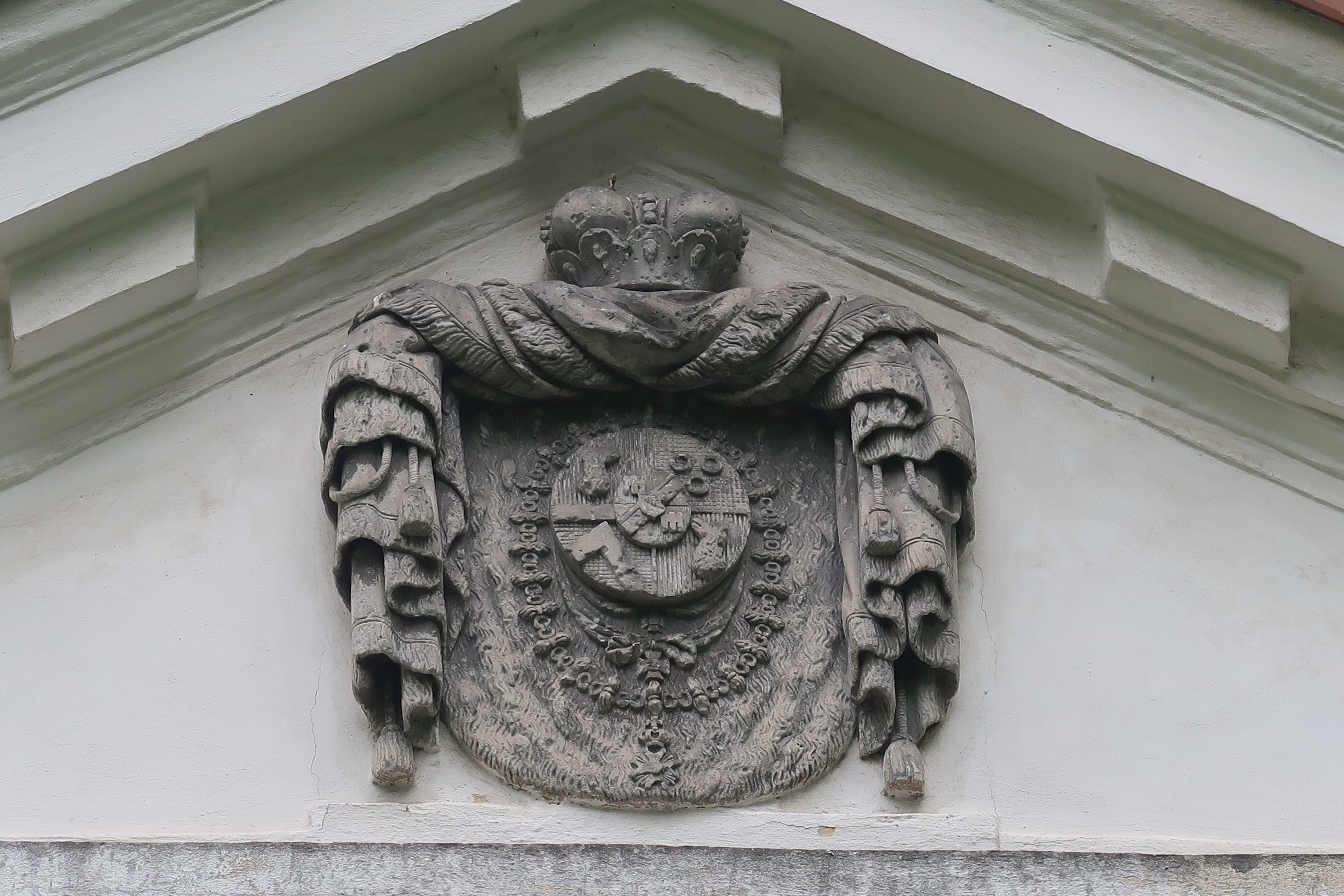
Erb knížete Alfreda Windischgrätze s dekorací Řádu zlatého rouna na zámku Štěkeň

Dědicem rodového majetku se stal jako nezletilý v lednu 1802 po smrti otce Josefa Mikuláše. Po otci zdědil rozsáhlá panství v západních a jižních Čechách (Tachov, Štěkeň). Poručníci (matka Leopoldina a kníže Josef Schwarzenberg) mu v roce 1804 koupili svobodná říšská panství Eglofs a Siggen v Německu, na základě toho získal knížecí titul (1804), rozšířený v roce 1822 na celou rodinu. Tachovské panství rozšířil v roce 1823 nákupem statků Tisová a Trnová. V roce 1825 koupil od státu panství zrušeného kladrubského kláštera. Z předepsané kupní ceny 275.000 zlatých zaplatil jen polovinu, druhá polovina mu byla odpuštěna za zásluhy o monarchii. Ke kladrubskému panství patřilo 23 vesnic a více než 3.500 hektarů půdy. Své statky v Čechách příležitostně navštěvoval a upravoval, po nuceném odchodu do výslužby zaměřil pozornost především na Světce u Tachova, kde přistoupil k nákladné přestavbě kláštera a především k realizaci velkorysého projektu novorománské jízdárny. Hodnota velkostatků v Čechách byla v pozůstalostním řízení v roce 1862 vyčíslena na tři a půl milionu zlatých.

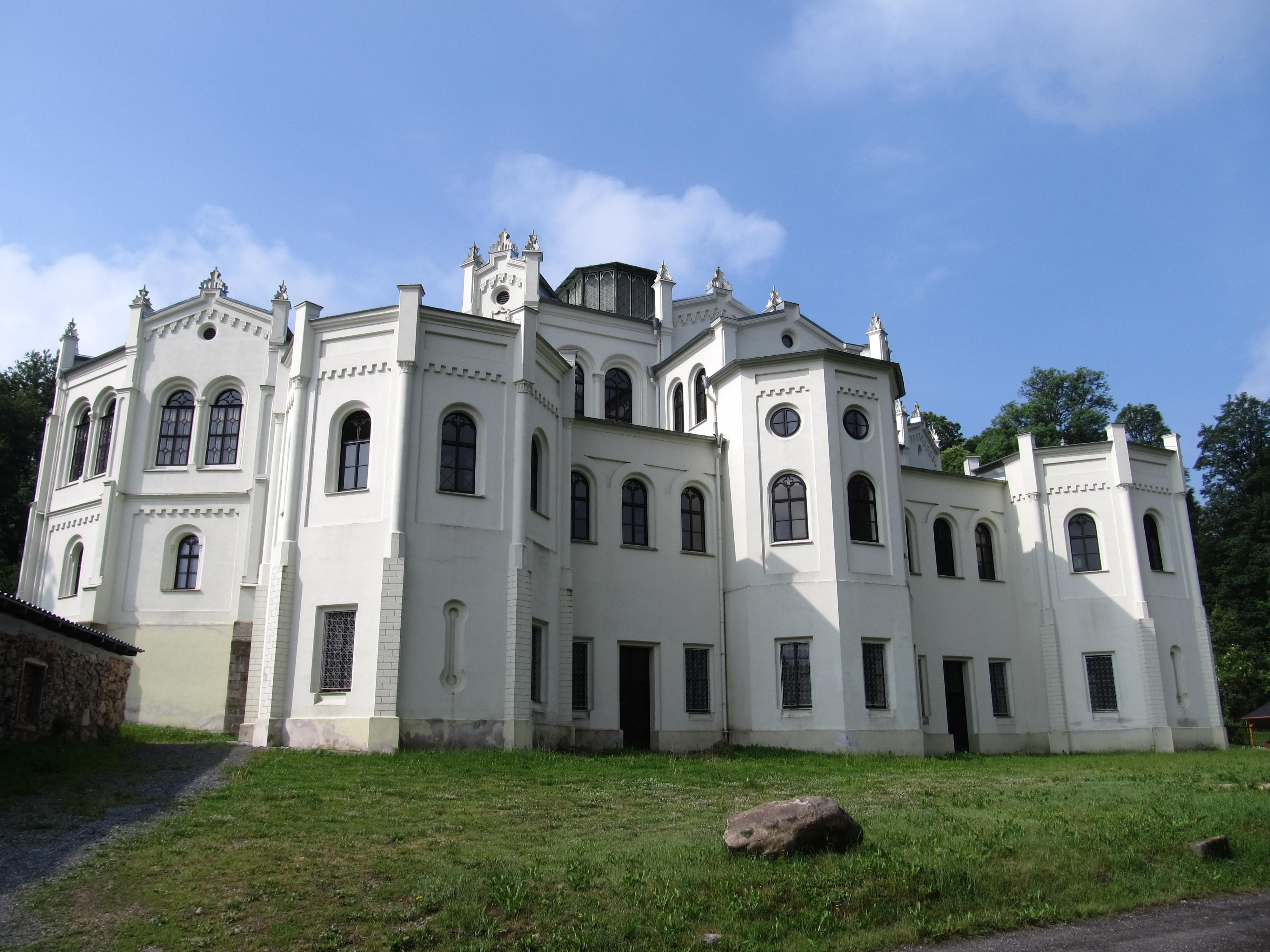
Novorománská jízdárna ve Světcích

Kromě statků v Čechách vlastnil velkostatky i v dalších částech monarchie, v roce 1845 koupil Rogatec (Rohitsch) v dnešním Slovinsku a o rok později Cerovou s hradem Korlátka v Uhrách. K těmto panstvím náleželo přibližně 8.000 hektarů půdy. Ve Vídni byl jeho sídlem rodový palác v ulici Renngasse ve čtvrti Innere Stadt, kde také sídlila centrální správa velkostatků.

## Rodina

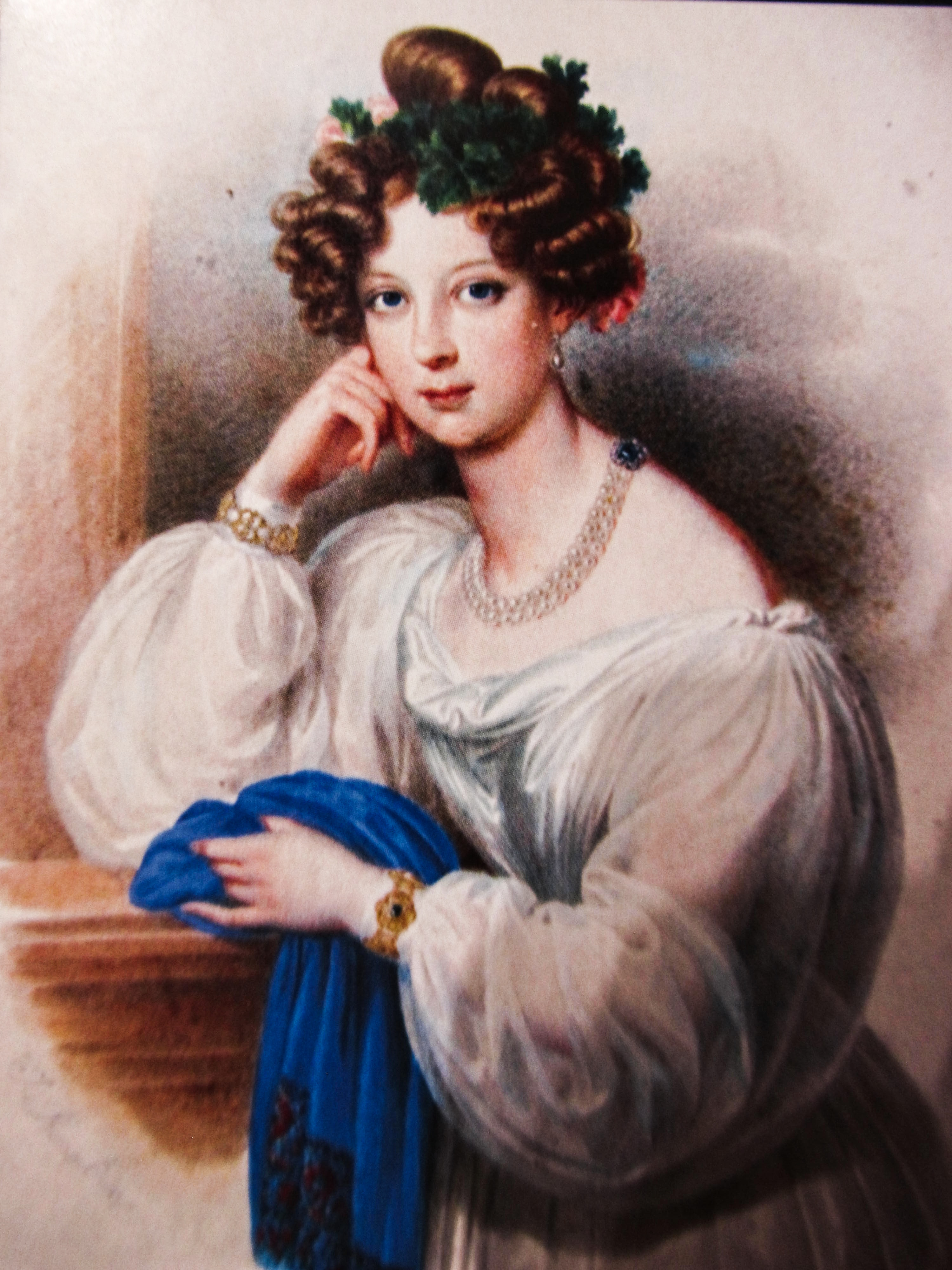
Marie Eleonora, rozená princezna Schwarzenbergová (1796–1848), manželka knížete Alfreda Windischgrätze

Alfred Windischgrätz se 15. června 1817 na zámku Hluboká oženil s princeznou Marií Eleonorou, rozenou ze Schwarzenbergu (21. 9. 1796 Vídeň – 12. 6. 1848 Praha), nejstarší dcerou knížete Josefa II. ze Schwarzenbergu (1769–1833) a tragicky zemřelé Pavlíny, rozené Arenbergové (1774–1810). Marie Eleonora byla starší sestrou rakouského předsedy vlády Felixe ze Schwarzenbergu a dlouholetého pražského arcibiskupa a kardinála Bedřicha ze Schwarzenbergu. Jako Windischgrätzova manželka byla později jmenována c. k. palácovou dámou a dámou Řádu hvězdového kříže. Kněžna Marie Eleonora byla za nevyjasněných okolností nešťastnou náhodou zastřelena během revoluce v roce 1848 v Praze. Pohřbena byla původně v Tachově, od roku 1886 jsou její ostatky uloženy v rodové hrobce v Kladrubech. Z manželství Alfreda Windischgrätze a Eleonory Schwarzenbergové se narodilo sedm dětí. Pět synů sloužilo v armádě a s ohledem na otcovo postavení všichni dosáhli vysokých hodností.
Potomstvo:
- 1. Aglaja Leopoldina (27. 3. 1818 – 6. 7 1843[1] nebo 1845 Vídeň[4])
- 2. Alfred II. Josef Mikuláš (28. 3. 1819 Vídeň – 28. 4. 1876 Tachov), 2. kníže z Windisch-Graetze, c. k. polní podmaršál, vrchní velitel v Prešpurku (Bratislavě), tajný rada, komoří, dědičný člen rakouské Panské sněmovny, rytíř Řádu zlatého rouna (1867)
  - ∞ (19. 10. 1850 Praha) Marie Hedvika z Lobkovic (15. 9. 1829 Lvov – 19. 10. 1852 Tachov)
- 3. Leopold Viktorin (24. 7. 1824 – 3. 10. 1869 Ostrůvek u Tachova), c. k. plukovník
- 4. August Josef Mikuláš (24. 7. 1828 Praha – 29. 8. 1910 Schwarzenbach), c. k. polní podmaršál, císařský komoří (1862), tajný rada (1881)
  - ∞ (2. 6. 1853 Praha) Vilemína Nosticová (23. 4. 1827 – 25. 4. 1897 Vídeň)
- 5. Ludvík Josef Mikuláš (13. 5. 1830 Vídeň – 14. 3. 1904 Vídeň), c. k. generál jezdectva, generální inspektor rakousko-uherské armády, dědičný člen uherské panské sněmovny, tajný rada (1883), rytíř Řádu zlatého rouna
  - ∞ (8. 2. 1870 Prešpurk / Bratislava) Valerie Dessewffyová (8. 10. 1843 Budapešt – 11. 7. 1912 Sárospatak)
- 6. Josef Alois Mikuláš (22. 6. 1831 Praha – 18. 10. 1906 Vídeň), c. k. generál jezdectva, tajný rada
  - ∞ (24. 9. 1866 Berlín) Marie Taglioni (27. 10. 1833 Berlín – 27. 8. 1891 Neu-Aigen bei Tulle)
- 7. Matylda Eleonora (5. 12. 1835 Praha – 30. 6. 1907 Lieszko bei Jablonitz), c. k. palácová dáma, dáma Řádu hvězdového kříže
  - ∞ (12. 9. 1857 Vídeň) Karel Vincenc z Windisch-Graetze (19. 10. 1821 Vídeň – 24. 6. 1859 padl v bitvě u Solferina), c. k. plukovník